# Åltjärnen (Undersviks socken, Hälsingland)
Åltjärnen är en sjö i Bollnäs kommun i Hälsingland och ingår i Ljusnans huvudavrinningsområde.